# ديبرا ماركوس
ديبرا ماركوس (بالإنجليزية: Debra Marcus)‏ (بالعبرية: דבורה מרכוס‏) هي منافسة ألعاب القوى بريطانية وإسرائيلية، ولدت في 1941.